# Camphin-en-Pévèle
Camphin-en-Pévèle là một xã ở tỉnh Nord trong vùng Hauts-de-France, Pháp.